# Marek Żukow-Karczewski
Marek Żukow-Karczewski (6 maggio 1961) è uno storico, giornalista e pubblicista polacco.

## Biografia
Proviene da una polacco-russo famiglia nobile, menzionato nel X secolo in Russia (famiglia Żukow - in russo Жуков?, in italiano: Žukov, in inglese: Zhukov) e il XIV secolo in Polonia (famiglia Karczewski). Si è specializzato in storia della Polonia, nella storia di Cracovia e nella storia dell'architettura. Si occupa inoltre di questioni ambientali.

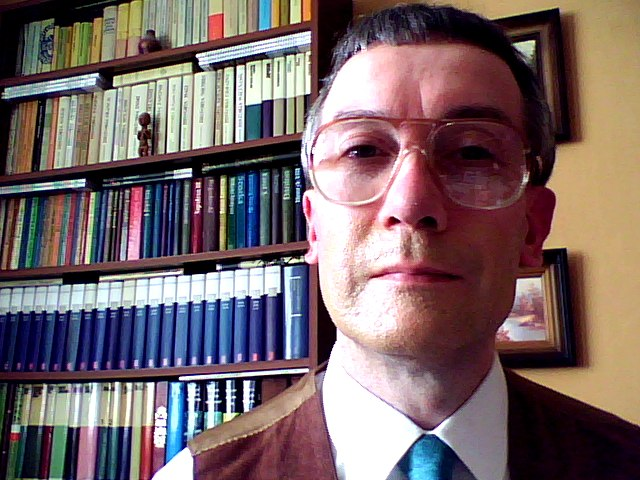
Żukow-Karczewski al lavoro nel suo studio

Ha studiato storia all'Università Jagellonica. Nel 1981 è stato co-organizzatore e Segretario Scientifico (negli anni 1981 - 1994) del Comitato Civico per il salvataggio di Cracovia (in polacco: Obywatelski Komitet Ratowania Krakowa). E'stato coinvolto nel restauro di monumenti di Cracovia. Soprattutto ha lavorato per salvare i monumenti storici nel cimitero Rakowicki (in polacco: cmentarz Rakowicki). E'autore di circa 500 pubblicazioni e articoli. Le sue opere sono state pubblicate, tra l'altro, nel le seguenti giornali e riviste: Aura - Ochrona Środowiska - A Monthly for the Protection and Shaping of Human Environment ("Aura - Protezione Ambientale"), Czas Krakowski ("Ora di Cracovia"), Echo Krakowa ("Eco di Cracovia"), Gazeta Krakowska ("Giornale di Cracovia"), Kalendarz Serca Jezusowego ("Calendario del Sacro Cuore"), Kraków - Magazyn Kulturalny ("Cracovia - Rivista Culturale"), Posłaniec Serca Jezusowego ("Messaggero del Sacro Cuore"), Przekrój ("Sezione"), Życie Literackie ("Vita Letteraria"). Pubblica anche articoli in portali web (tra gli altri: Ekologia.pl, Wolne Media, My21).
Ha collaborato con Televisione Polacca e Radio Polacca (in polacco: Polskie Radio). Nel 1991 è stato membro della Associazione dei polacchi Giornalisti (in polacco: Stowarzyszenie Dziennikarzy Polskich) e la Federazione internazionale dei giornalisti (in inglese: International Federation of Journalists). Appartiene anche alla polacca Ecological Club (in polacco: Polski Klub Ekologiczny).

## Opere selezionate
- Sprawa raperswilska (Raperswilska caso), 1987(PL)
- Stanisław August w Petersburgu (Stanisław August a San Pietroburgo), 1987(PL)
- Pojedynki w dawnej Polsce (Duelli nella ex Polonia), 1987(PL)
- Wielkie pogrzeby w dawnej Polsce (I grandi funerali nella vecchia Polonia), 1988(PL)
- Syberyjskie losy Piotra Wysockiego (Destino siberiano di Piotr Wysocki), 1988(PL)
- Polonia zagraniczna w czasach II Rzeczypospolitej (Polonia esteri durante la Seconda Republica), 1989(PL)
- Największe pożary w Polsce i na świecie (I più grandi incendi in Polonia e nel mondo), 2012(PL)
- Największe powodzie na świecie (Le peggiori alluvioni del mondo), 2012(PL)
- Walka o światło. Krótka historia sztucznego oświetlenia (La lotta per la luce. Una breve storia della luce artificiale), 2012(PL)
- Gra w kości - pierwsze spotkania z człowiekiem kopalnym (Gioco nel osso - il primo incontri com il fossile uomo), 2013(PL)
- Łuk - oręż bogów i ludzi (Arco - arma di dei e degli uomini), 2014(PL)
- Robinson na Syberii (Robinson in Siberia), 2016(PL)